# Dristro
Dristro (em grego medieval: Δριστρος) ou Distro (Δίστρος) foi um oficial búlgaro ativo sob o cã Simeão I (r. 893–927), no século X. Segundo Teofilacto de Ocrida, Simeão nomeou-o, provavelmente pouco após sua ascensão em 893, confiou-lhe a administração de territórios na Macedônia; por essa época parece que era um conde. Também é citado numa inscrição protobúlgara datada de 903/904 que tem uma redação semelhante aos vários marcos na fronteira entre o Império Búlgaro e o Império Bizantino na Macedônia. Na inscrição, faz-se alusão a Simeão (como arconte), Teodoro (como olgu tarcano) e Dristro (como conde).